# منتخب السنغال تحت 20 سنة لكرة القدم
منتخب السنغال تحت 20 سنة لكرة القدم  هو المنتخب الوطني للسنغال تحت 20 عامًا ، ويدار بواسطة الاتحاد السنغالي لكرة القدم.

## إنجازات
- تأهل مرة واحدة إلى نهائيات كأس العالم تحت 20 سنة لكرة القدم.
- في عامي 2007 و2009 وصل إلى دور التصفيات الأول ، ولكن أقصي في 2007 بعد الخسارة أمام المنتخب الغاني بنتيجة 4–1 ، وفي 2009 بعد الخسارة أمام المنتخب النيجيري بنتيجة 3–0.
- في 2011 وصل إلى الدور الثاني ، ولكنه أقصي بعد الخسارة أمام المنتخب المصري بنتيجة 3–1.
- في 2015 وصل إلى النهائي ، ولكنه خسر أمام المنتخب النيجيري بهدف دون مقابل.
- في بطولة كأس العالم تحت 20 سنة لكرة القدم 2015 وصل إلى نصف النهائي ، ولكنه خرج أمام المنتخب البرازيلي بنتيجة 5–0 ، وخسر مباراة المركز الثالث أمام المنتخب المالي بنتيجة 3–1.